# Kharimala Khagrabari
Kharimala Khagrabari là một thị trấn thống kê (census town) của quận Koch Bihar thuộc bang Tây Bengal, Ấn Độ.

## Nhân khẩu
Theo điều tra dân số năm 2001 của Ấn Độ, Kharimala Khagrabari có dân số 7214 người. Phái nam chiếm 50% tổng số dân và phái nữ chiếm 50%. Kharimala Khagrabari có tỷ lệ 77% biết đọc biết viết, cao hơn tỷ lệ trung bình toàn quốc là 59,5%: tỷ lệ cho phái nam là 81%, và tỷ lệ cho phái nữ là 73%. Tại Kharimala Khagrabari, 10% dân số nhỏ hơn 6 tuổi.